# Klimatske promjene
Klimatske promjene su dugotrajne promjene u statističkoj raspodjeli klimatskih faktora, u vremenskom periodu od deset do milijun godina. To može biti promjena u prosječnim klimatskim elementima ili promjena raspodjele klimatskih događaja s obzirom na prosječne vrijednosti, ili pojava sve više krajnjih vremenskih događaja. Klimatske promjene se mogu odnositi na određene posebne regije ili se može odnositi na cijelu Zemlju. 
U zadnje vrijeme, posebno u vezi sa zaštitom prirodnog okoliša, klimatske promjene se obično odnose na današnje promjene klime. Posebno se to odnosi na sve veći ljudski utjecaj na klimatske promjene, koji je povezan s današnjim globalnim zatopljenjem. 

## Nazivi
Uglavnom se klimatske promjene odnose na promjene statističkih podataka klimatskog sustava, razmatrajući vrijeme od više desetaka godina i duže, s obzirom na njen uzrok. Kolebanja klime koja su kraća od nekoliko desetaka godina, kao što je pojava El Niña, ne smatraju se klimatskim promjenama.
Sam pojam klimatskih promjena sve više se odnosi na ljudski utjecaj na klimu, posebno na Zemljinu atmosferu, i zato su klimatske promjene sve više vezane uz pojam globalnog zatopljenja.

## Uzroci
Faktori koji utječu na oblikovanje klime nazivaju se prisilna djelovanja. To uključuje takve pojave kao što su promjene u Sunčevom toplinskom zračenju, odstupanju od Zemljine planetarne putanje ili orbite, promjenjiva tektonika ploča i pomicanje kontinenata, te promjene u koncentraciji stakleničkih plinova. Postoji čitav niz povratnih veza klimatskih faktora, koje mogu biti pojačane ili oslabljene. Neki dijelovi klimatskog sustava, kao što su oceani i slojevi leda, zbog svojih ogromnih masa, slabije odgovaraju na klimatske promjene, pa im je potrebno duže vremena za odgovor, ponekad stoljeće ili duže. 

### Ljudski utjecaj
Međuvladin panel o klimatskim promjenama, grupa znanstvenika i stručnjaka za klimatske promjene tvrdi: “Klima se mijenja i klimatske promjene gotovo su u potpunosti posljedica ljudskog djelovanja”. Zbog toga se sve više raspravlja o tome kako smanjiti ljudski utjecaj na klimu i kako se prilagoditi promjenama koje se već javljaju, te kako možemo predvidjeti buduće klimatske promjene.
Najveća zabrinutost zbog ljudskog djelovanja na klimu odnosi se na povećanu prisutnost ugljikovog dioksida (CO2) u atmosferi, zbog potrošnje fosilnih goriva i sve veće količine krutih čestica u zraku. Osim toga, sve više smo zabrinuti zbog ozonskih rupa, sve većeg rušenja šuma i povećanja obradivih površina, što isto utječe na klimatske faktore. 

### Tektonika ploča
Milijunima godina, kretanje tektonskih ploča mijenja izgled kontinenata i oceana, što isto utječe na promjene klime i strujanja u oceanima i atmosferi. Položaj kontinenata određuje i oblik i smjer oceanskih struja, a time i prijenos topline i vlage duž cijele Zemlje. Noviji primjer je stvaranja Panamske prevlake, koja je nastala prije otprilike 5 milijuna godina, zatvorivši miješanje Atlanskog oceana i Tihog oceana u tom području. To je ujedno promijenilo granične oceanske struje i utjecalo na stvaranje današnjeg oblika Golfske struje i vjerojatno je dovelo do stvaranja ledenog pokrivača na Sjevernoj polutci. Za vrijeme karbona, prije otprilike 300 do 360 milijuna godina, tektonika ploča je potakla taloženje velike količine ugljika i povećala zaleđeno područje. Geološki dokazi iz vremena postojanja superkontinenta Pangee govore o postojanju velikih i snažnih monsuna u to doba (megamonsuna).

### Sunčevo toplinsko zračenje
Sunce je glavni izvor energije na Zemlji. I dugotrajne i kratkotrajne promjenje u jačini Sunčevog toplinskog zračenja utječu na klimatske promjene. Prije 3 do 4 milijuna godina Sunce je zračilo samo 70 % današnje snage. Ipak, u vrijeme hadija (prije 3,8 – 4,6 milijuna godina) i arhaika (prije 2,5 – 3,8 milijarde godina), prema nađenim dokazima, postojala je voda, pa ipak je došlo do “proturječja slabosti mladog Sunca”. Prema toj teoriji, Zemljina atmosfera je bila potpuno drukčija, prije svega bez kisika, pa su staklenički plinovi postojali u puno većoj prisutnosti. S vremenom se snaga Sunčevog zračenja pojačala, a prije 2,4 milijarde godina u atmosferi se pojavio kisik i klima je bila puno sličnija današnjoj.
Također, snaga Sunčevog toplinskog zračenja mijenja se svakih 11 godina, zbog Sunčevog ciklusa. Postoje i promjene u nešto dužem vremenskom razmaku, poput Malog ledenog doba, od 14. do 19. stoljeća. Ta priroda periodičkog ponašanja Sunca još nije sasvim razumljiva. Dok podaci govore da je od 1750. došlo do laganog zahlađenja, u novije vrijeme sve više je podataka da dolazi do globalnog zatopljenja.

### Promjene u planetarnoj putanji
Male promjene u Zemljinoj planetarnoj putanji ili orbiti dovode do promjena snage Sunčevog zračenja kod promjena godišnjih doba, pa zato se i klima mijenja u različitim godišnjim dobima. Tri su vrste promjena Zemljine orbite: promjena ekscentričnosti, nagiba osi i precesije Zemljinih osi. Kad se mijenjaju zajedno, stvaraju Milankovićeve cikluse, koji imaju znatan utjecaj na klimu i pojavu ledenih i međuledenih doba, što se može pronaći u statigrafskim slojevima stijena ili u širenju i smanjivanju pustinja kao što je Sahara.

### Vulkani
Vulkani provode materijal iz Zemljine kore i plašta do površine Zemlje. Vulkanske erupcije, gejziri i termalni izvori su primjeri vulkanskih procesa kojim se oslobađaju plinovi i krupne čestice u atmosferu. 
Vulkani su dovoljno veliki da utječu na promjenu svjetske klime nekoliko puta u stoljeću, uzrokovati hlađenje (djelomičnim smanjivanjem prijenosa Sunčevog zračenja na Zemljinu površinu) i po nekoliko godina. Erupcija vulkana na planini Pinatubo 1991. na Filipinima, bila je druga erupcija po snazi u 20. stoljeću (nakon erupcije vulkana Novarupta na Aljaski 1912.) i značajno je utjecala na klimu. Erupcija vulkana Tambora 1815. u Indoneziji, uzrokovala je “godinu bez ljeta”.Još veće erupcije, takozvanih megavulkana, se javljaju nekoliko puta na 100 milijuna godina, uzrokuju globalno zahlađenje i masovno izumiranje nekih životinja.
Vulkani su isto dio proširenog ugljikovog ciklusa. U jako dugim geološkim ciklusima, oslobađanje ugljika iz Zemljine kore i plašta se nalazi u ravnoteži s taloženjem ugljika u sedimentnim stijenama i ostalim odvodima iz ugljikovog ciklusa. Ali prema istraživanju Američkog geološkog nadzora (engl. US Geological Survey), procjenjuje se da ljudske aktivnosti stvaraju 100 – 300 puta veću količinu ugljikovog (IV) oksida od vulkana.

### Promjenjivosti oceana
Oceani su sastavni dijelovi klimatskog sustava. Kratkotrajna kolebanja (nekoliko godina do nekoliko desetljeća) kao što je El Nino južna kolebanja, desetljetna kolebanja u Tihom oceanu, kolebanja u sjevernom Atlantiku i kolebanja u Arktiku predstavljaju više klimatska kolebanja nego klimatske promjene. Na duže vrijeme, promjene u procesima kao što je termohalinska pokretna traka igraju vrlo važnu ulogu u raspodjeli topline, noseći veoma sporo i jako duboko kretanje morske vode, i dugotrajnu raspodjelu topline po svjetskim oceanima.

## Fizički dokazi klimatskih promjena
Dokazi za klimatske promjene se uzimaju iz različitih izvora, da bi se saznalo o klimi u prošlosti. Sređeno praćenje svjetskih površinskih temperatura započinje od polovine 19. stoljeća. Prije toga, većina dokaza o klimatskim promjenama se otkriva indirektno, preko raznih pokazatelja prošle klime, kao što su vegetacija (pelud), jezgre leda, datiranje preko godova debla na stablima, prošlih promjena nivoa mora i glaciologije. 

### Povijesni i arheološki dokazi
Klimatske promjene u prošlosti moguće je otkriti putem promjena prebivališta i uzgoja različitih biljaka. Arheološki dokazi, usmena predaja i povijesni dokumenti takožer daju uvid u klimu prošlih vremena. Klimatske promjene ponekad su bile vezane uz propast nekih civilizacija. 

### Ledenjaci
Ledenjaci se smatraju među najosjetljivijim pokazateljima klimatskih promjena. Njihova veličina se određuje ravnotežom masa između ulaza snijega i izlaza otopljenog leda. Kako se temperature povećavaju, tako se ledenjaci povlače, sve dok padaline snijega ne zamijene otopljeni led. 
Ledenjaci rastu i smanjuju zbog više razloga, tako da se njihovo pravo stanje mora pratiti desetljećima. Popis svjetskih ledenjaka je napravljen do 1970-tih, u početku avionski snimani i kartografirani, a danas se to radi uz pomoć satelita. Taj popis obuhvaća više od 100 000 ledenjaka, koji zauzimaju više od 240 000 km2, a preostali ledeni pokrivač se procjenjuje oko 445 000 km2. Svjetska služba za praćenje ledenjaka (engl. World Glacier Monitoring Service) skuplja godišnje podatke o ravnoteži masa i o povlačenju ledenjaka. Iz tih podataka se vidi da se svjetski ledenjaci značajno povlače i smanjuju, s jakim povlačenjem 1940-tih, stabilnim i rastućim periodom 1920-tih i 1970-tih, i ponovno povlačenje koje počinje od sredine 1980-tih.
Najznačajniji klimatski procesi od sredine zadnjeg pliocena (prije oko 3 milijuna godina), su ledena i međuledena doba. Današnje međuledeno doba ili holocen, traje već oko 11 700 godina. Zbog malih promjena u planetarnoj putanji ili Milankovićevih ciklusa, dolazi do promjena u ledenom pokrivaču i razini mora. Ostale promjene kao Heinrich događaj, Dansgaard-Oeschger događaj i Mlađe ledeno doba pokazuju da do promjena količine leda može doći i bez promjene planetarne orbite. 
Ledenjaci ostavljaju iza sebe morene (krhotine stijena koje ledenjaci prenose svojim kretanjem), veliku količinu materijala, ukljućujući organske tvari, kvarc i kalij, koji mogu biti datirani, da bi im se odredila starost. 

### Vegetacija
Promjena vrste, raspodjele i količne vegetacije, mogu dati isto podatke o klimi u prošlosti. Blaga klima je povezana s povećanim padalinama i toplijim razdobljima, što pridonosi boljem rastu biljaka i preuzimanju veće količine ugljikovog dioksida (CO2) iz zraka. Veće i oštrije promjene, izazivaju manje vegetacije i širenje pustinje.

### Jezgre leda
Analiza jezgri leda, izbušenih u ledenom pokrivaču, mogu se iskoristiti da se vidi veza između temperatura i promjena nivoa mora. Zrak uhvaćen u mjehurićima iz leda, mogu isto pokazati promjene količine ugljikovog dioksida (CO2) u atmosferi, u prošlosti. Ta istraživanja promjena (CO2) u atmosferi zadnjih par tisuća godina, mogu pokazati razliku u atmosferi danas i u prošlosti. 

### Dendroklimatologija
Dendroklimatologija je analiza godova debla na stablima, da se utvrde klimatske promjene u prošlosti. Široke i debele linije pokazuju plodne i kišne godine, dok tanke i sužene linije pokazuju lošije godine. 

### Analiza peluda
Palinologija proučava današnje i fosilne palinomorfe (čestice između 5 i 500 μm), koji se mogu naći u slojevima stijena, ukljućujući i pelud. Na osnovu peluda, može se odrediti i vegetacija u prošlosti, kao i klima. Pelud može izdržati dugo vremena, a možemo ga naći i u slojevima jezera, močvara i delta rijeka. Prema peludu možemo istraživati zadnjih 2,5 milijuna godina.

### Insekti
Ostaci kornjaša su uobičajeni za slatku vodu i sedimentne stijene. Različite vrste kornjaša se mogu naći ovisno o različitim klimatskim uvjetima. Kornjaši se nisu puno mijenjali kroz povijest.

### Porast razine mora
Svjetski nivo mora, zadnjih stotinjak godina, se mjerio pomoću mjerača morskih mjena. Danas se koristi visinomjer, posebno sa satelita, koji je povećao točnost mjerenja. Prije mjerenja, nivo mora se može odrediti datiranjem i određivanjem starosti koraljnih grebena, obalnih sedimenata, morskih terasa, malih oblutaka, vapnenca i arheoloških ostataka uz obalu. Glavne metode određivanja starosti su datiranje ugljikom-14 i uranovim izotopima.

## Poveznice
- Poglavica Seattle
- Porast razine mora
- Topljenje ledenjaka od 1850.

## Vanjske poveznice
- klimatske promjene  Arhivirana inačica izvorne stranice od 15. travnja 2009. (Wayback Machine)
- Moderna Hrvatska  Arhivirana inačica izvorne stranice od 1. prosinca 2008. (Wayback Machine)
- Zelena akcija